# Willie Campbell

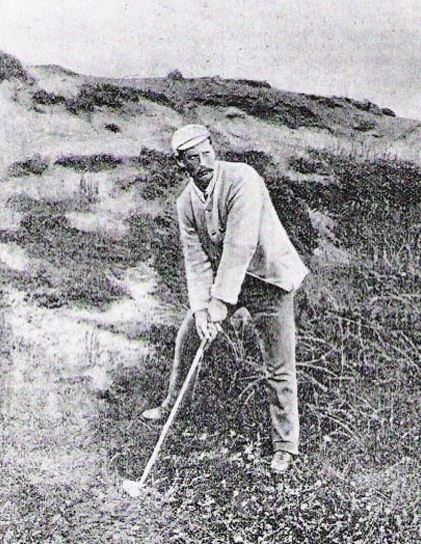
Willie Campbell omstreeks 1885

Willie Campbell (Musselburgh, 14 juli 1862 – Boston, 25 november 1900) was een legendarische Schotse golfer. Hij was een van de eerste Britse professionals die naar de Verenigde Staten ging. 

## Loopbaan
Campbell speelde golf met Willie Dunn, Willie Park jr. en David Brown. Ze speelden bijna altijd matchplay, en bijna altijd voor geld. 
Op 13-jarige leeftijd versloeg hij drievoudig kampioen Bob Ferguson. Zijn matchplay was zo sterk, dat een bewonderaar hem met £300 ondersteunde zodat hij tegen de beste spelers van de wereld kon spelen. Van 1883-1888 speelde hij tegen alle beroemde spelers uit zijn tijd. Hij versloeg ze bijna allemaal. In totaal speelde Campbell veertien keer tegen Park, waarbij hij slechts eenmaal verloor.
Campbell was de clubpro in Bridge of Weir toen W.B. Thomas, president van de USGA United States Golf Association (USGA), hem uitnodigde om naar de Amerika te komen. Hij kreeg een salaris van $ 300 per jaar en mocht de golfbaan van de Brookline Country Club aanleggen terwijl hij clubpro was op The Country Club in Massachusetts. In 1896 werd hij pro op de Myopia Hunt Club. In 1897 kreeg hij de leiding van de openbare baan van Franklin Park in Boston. Toen twee jaar later zijn gezondheid achteruit ging, besloot hij alleen nog maar les te geven.
Campbell deed nog mee aan het eerste US Open, waar hij na 18 holes aan de leiding stond maar na 36 holes op de 6de plaats eindigde. 
Hij heeft ook een aantal golfbanen aangelegd:
Scotland
- Machrie Hotel GC, 1891
- Cowal Golf Club

England
- Seascale OC, 1892

Amerika
- Massachusetts: The Country Club, 1893; Oakley CC, 1898; Tatnuck CC, 1899,
- Pennsylvania: Torresdale -Frankford CC, 1895
- New Hampshire: Beaver Meadow GC, 1897
- Rhode Island: Wannamoisett CC, 1899

Hij overleed thuis en werd in Forest Hills begraven. Zijn echtgenote Georgina werd de eerste vrouwelijke professional in Amerika.